# Dangu
Dangu – miejscowość i gmina we Francji, w regionie Normandia, w departamencie Eure.
Według danych na rok 1990 gminę zamieszkiwało 610 osób, a gęstość zaludnienia wynosiła 77 osób/km² (wśród 1421 gmin Górnej Normandii Dangu plasuje się na 386. miejscu pod względem liczby ludności, natomiast pod względem powierzchni na miejscu 473).